# Seznam ameriških igralcev (U)

## Ub
- Alanna Ubach

## Ue
- Bob Uecker

## Ul
- Ricky Ullman
- Skeet Ulrich

## Un
- Blair Underwood

## Ur
- Robert Urich